# منطقة

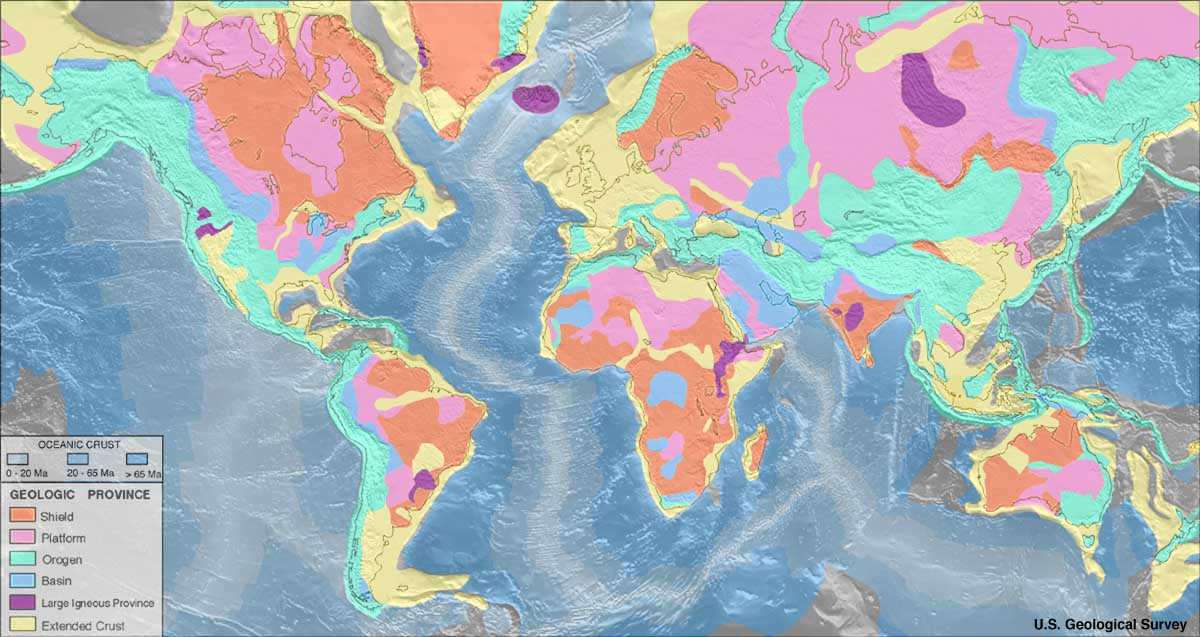

المنطقة وهو مصطلح جغرافي يستخدم بطرق مختلفة فيما بين مختلف فروع الجغرافيا.
في الجغرافيا، المناطق مقسمة على نطاق واسع حسب الخصائص الفيزيائية (الجغرافيا الطبيعية)، وخصائص التأثير البشري (الجغرافيا البشرية)، والتفاعل بين البشرية، والبيئة (الجغرافيا البيئية). يُوصَف المناطق الجغرافية والمناطق الفرعية في الغالب من خلال حدودها غير المحددة بدقة، وأحيانًا الحدود العابرة، باستثناء الجغرافيا البشرية، حيث تُحدَّد مناطق الولاية القضائية مثل الحدود الوطنية في القانون. بصرف النظر عن المناطق القارية العالمية، هناك أيضًا مناطق الغلاف المائي، والغلاف الجوي التي تغطي المحيطات، ومناخات منفصلة فوق اليابسة والكتل المائية للكوكب. تنقسم المناطق العالمية للأراضي والمياه إلى مناطق فرعية مقيدة جغرافياً بسمات جيولوجية، كبيرة تؤثر على النظم البيئية واسعة النطاق، مثل السهول والمعالم.
كطريقة لوصف المناطق المكانية، يعتبر مفهوم المناطق مهمًا ويستخدم على نطاق واسع بين العديد من فروع الجغرافيا، والتي يمكن لكل منها وصف المناطق بمصطلحات إقليمية. على سبيل المثال، المنطقة البيئية مصطلح يستخدم في الجغرافيا البيئية، والمنطقة الثقافية في الجغرافيا الثقافية، والمنطقة الحيوية في الجغرافيا الحيوية، وما إلى ذلك. يسمى مجال الجغرافيا الذي يدرس المناطق نفسها بالجغرافيا الإقليمية. في مجالات:
- الجغرافيا الطبيعية،
- الإيكولوجيا،
- الجغرافيا الحيوية،
- الجغرافيا الحيوانية،
- الجغرافيا البيئية.

تميل المناطق إلى أن تستند إلى السمات الطبيعية مثل: 
- النظم البيئية أو الأحياء الحيوية،
- والمناطق الأحيائية،
- وأحواض الصرف،
- المناطق الطبيعية،
- السلاسل الجبلية،
- أنواع التربة.

عندما يتعلق الأمر بالجغرافيا البشرية، يُوصَف المناطق والمناطق الفرعية من خلال نظام الإثنوغرافيا.
المنطقة لها طبيعتها الخاصة التي لا يمكن نقلها. الطبيعة الأولى هي بيئتها الطبيعية (التضاريس، المناخ، إلخ). والطبيعة الثانية هي مجمع العناصر المادية الذي بناه الناس في الماضي. والطبيعة الثالثة هي السياق الاجتماعي والثقافي الذي لا يمكن استبداله بالمهاجرين الجدد. بحاجة لمصدر
.

## المنطقة التاريخية
يتضمن مجال الجغرافيا التاريخية دراسة التاريخ البشري من حيث صلته بالأماكن والمناطق أو دراسة كيفية تغير الأماكن والمناطق بمرور الوقت. يصف دي دبليو مينيج، الجغرافي التاريخي لأمريكا، العديد من المناطق التاريخية في كتابه «تشكيل أمريكا: منظور جغرافي على 500 عام من التاريخ». على سبيل المثال، في تحديد «مناطق المصدر» الأوروبية في جهود الاستعمار الأمريكية المبكرة، قام بتعريف ووصف منطقة شمال غرب أوروبا الأطلسية البروتستانتية، والتي تشمل مناطق فرعية مثل «مجتمع القناة الغربية»، والتي تتكون هي نفسها من مناطق فرعية مثل باعتبارها الدولة الإنجليزية الغربية في كورنوال وديفون وسومرست ودورست. في وصفه للمناطق التاريخية في أمريكا، يكتب مينيج عن «الصيد العظيم» قبالة سواحل نيوفاوندلاند ونيو إنجلاند، وهي منطقة محيطية تضم جراند بانكس. وهو يرفض المناطق المستخدمة تقليديًا في وصف التاريخ الأمريكي، مثل فرنسا الجديدة، و «جزر الهند الغربية»، والمستعمرات الوسطى، والمستعمرات الفردية نفسها (مقاطعة ماريلاند، على سبيل المثال).بدلاً من ذلك، يكتب عن «مناطق الاستعمار المنفصلة»، والتي قد يتم تسميتها على اسم مستعمرات ولكنها نادراً ما تلتزم بالحدود السياسية. تشمل المناطق التاريخية

## المنطقة السياحية
المنطقة السياحية، هي منطقة جغرافية تم تحديدها من قبل منظمة حكومية أو مكتب سياحة على أنها ذات خصائص ثقافية أو بيئية مشتركة. غالبًا ما يتم تسمية هذه المناطق على اسم منطقة إدارية جغرافية أو سابقة أو حالية أو قد يكون لها اسم تم إنشاؤه لأغراض السياحة. غالبًا ما تثير الأسماء بعض الصفات الإيجابية للمنطقة وتقترح تجربة سياحية متماسكة للزوار. غالبًا ما يتم تقسيم البلدان والولايات والمقاطعات والمناطق الإدارية الأخرى إلى مناطق سياحية لتسهيل جذب الزوار. تشمل بعض المناطق السياحية الأكثر شهرة استنادًا إلى المناطق التاريخية أو الإدارية الحالية توسكانا  في إيطاليا ويوكاتان في المكسيك. من الأمثلة الشهيرة للمناطق التي أنشأتها الحكومة أو مكتب السياحة منطقة البحيرة بالمملكة المتحدة، وولاية كاليفورنيا، واين كاونتري. منطقة السهول الكبرى